# World Jewish Restitution Organization
World Jewish Restitution Organization (WJRO) ist eine Dachorganisation aus Jerusalem, die seit April 1993 mit der Restitution des Vermögens von Opfern des NS-Regimes betraut ist. Insbesondere geht es um die Rückerstattung von Grundstücken, Schadensersatzzahlungen und Entschädigungen von Holocaust-Überlebenden. 1996 unterzeichnete es mit dem Jüdischen Weltkongress und verschiedenen Schweizer Banken ein Abkommen zur Einrichtung der Volcker-Kommission, einer Untersuchungskommission im Verfahren um jüdische Vermögen bei Schweizer Banken.

## Mitglieder
- B’nai B’rith
- Jüdischer Weltkongress
- National Conference on Soviet Jewry
- Jewish Agency for Israel
- Center of Organizations of Holocaust Survivors in Israel
- Zionistische Weltorganisation
- Joint Distribution Committee
- EJC/ECJC Joint European Delegation
- Jewish Claims Conference
- American Gathering of Jewish Holocaust Survivors and their Descendants
- Agudath Israel Weltorganisation
- American Jewish Committee
- Conference of European Rabbis